# Patrouille canadienne de ski
La Patrouille canadienne de ski (Canadian Ski Patrol en anglais) est un organisme national sans but lucratif ayant pour but la prestation de services de premiers soins avancés par des membres bénévoles dans plus de 230 centres de ski alpin et nordique, en plus d'une centaine d'événements récréatifs et sportifs à travers le Canada,. La Patrouille canadienne de ski (PCS) est composé de plus de 4 500 membres certifiés, habiles en ski alpin, ski nordique ou planche à neige, ce qui en fait le plus grand organisme bénévole de premiers répondants certifiés au Canada,. Les membres de la PCS sont impliqués dans la prévention et l'investigation des accidents en montagne, les activités de gestion, ainsi que l'enseignement au public et aux autres patrouilleurs,.

## Histoire

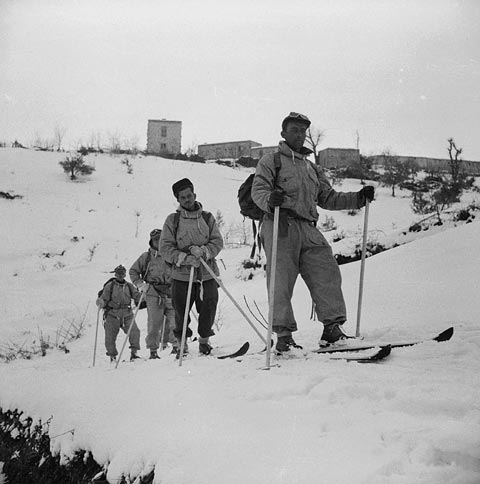
Membres de la Patrouille canadienne de ski durant la Seconde Guerre mondiale, en Italie en 1944

On doit la création de la PCS au Dr Douglas Firth, alors un jeune ostéopathe torontois, qui était responsable de l'évacuation des skieurs blessés des sentiers de ski du Toronto Ski Club durant les années 1930,. C'est en 1940 qu'il a créé et entrainé un groupe de secouriste, à la demande de l’Association canadienne de ski amateur (ACSA), afin de patrouiller les pistes de ski. Il a nommé ce groupe de secourisme l'Organisation de la patrouille canadienne de ski (OPCS).
En 1952, un groupe de patrouilleurs ont développé le premier manuel canadien de premiers soins pour les sports d'hiver. Une décennie plus tard, en 1962, l'OPCS a publié la première édition bilingue de son manuel de premiers soins.
En 1961, l'OPCS a été accrédité comme charité nationale et en 1962 la première élection du conseil d'administration par les présidents de zones a eu lieu à l'assemblée générale annuelle.
En 1979, l'OPCS a établi son quartier général permanent à Ottawa, en Ontario. Cette même année, l'OPCS était impliquée dans la création de la Fédération internationale des patrouilles de ski (FIPS) comme membre fondateur.
Le programme de formation en premiers soins avancés de l'OPCS a reçu une accréditation du gouvernement fédéral en 2011. 
Alors que les uniformes bleu et jaune ont été introduites en 1988, c'est en 2013 que le nom de l'OPCS a été officiellement changé pour celui de la Patrouille canadienne de ski (PCS). En 2015, le logo actuel avec la feuille rouge et la croix blanche a été adopté.

## Organisation

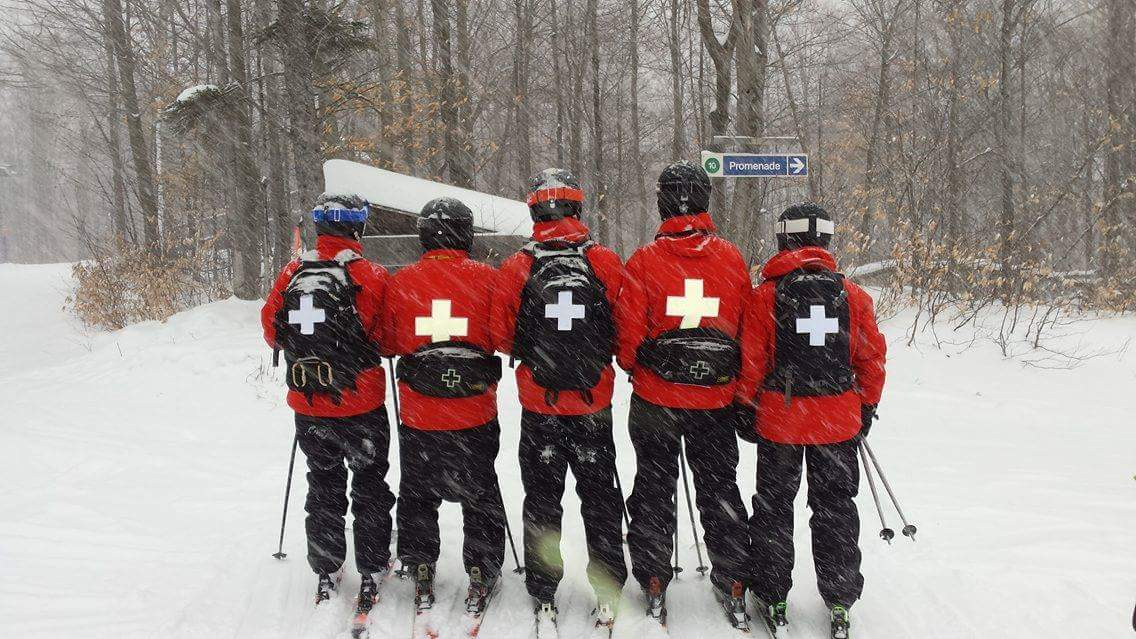
Cinq membres de la PCS arborant les nouvelles couleurs de l'uniforme national à Ski Montcalm dans Rawdon, Québec, en mars 2017.

À partir du niveau national, la PCS est séparée en Divisions, qui sont ensuite séparées en Zones. Au total, il y a neuf Divisions, chacune avec leurs Zones respectives.

## Formation

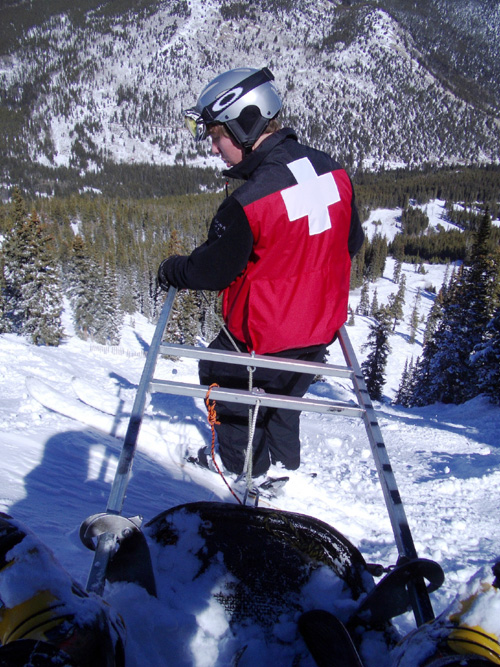
Un patrouilleur de ski maniant un toboggan chargé dans une piste abrupte.

La formation des patrouilleurs membres de la PCS a deux volets, notamment les premiers soins avancés et les opérations sur neige. Certains patrouilleurs peuvent également suivre des formations plus avancées en andragogie afin d'enseigner le programme de formation initial aux nouveaux candidats ainsi que le programme de recertification aux patrouilleurs vétérans.

### Premiers soins avancés

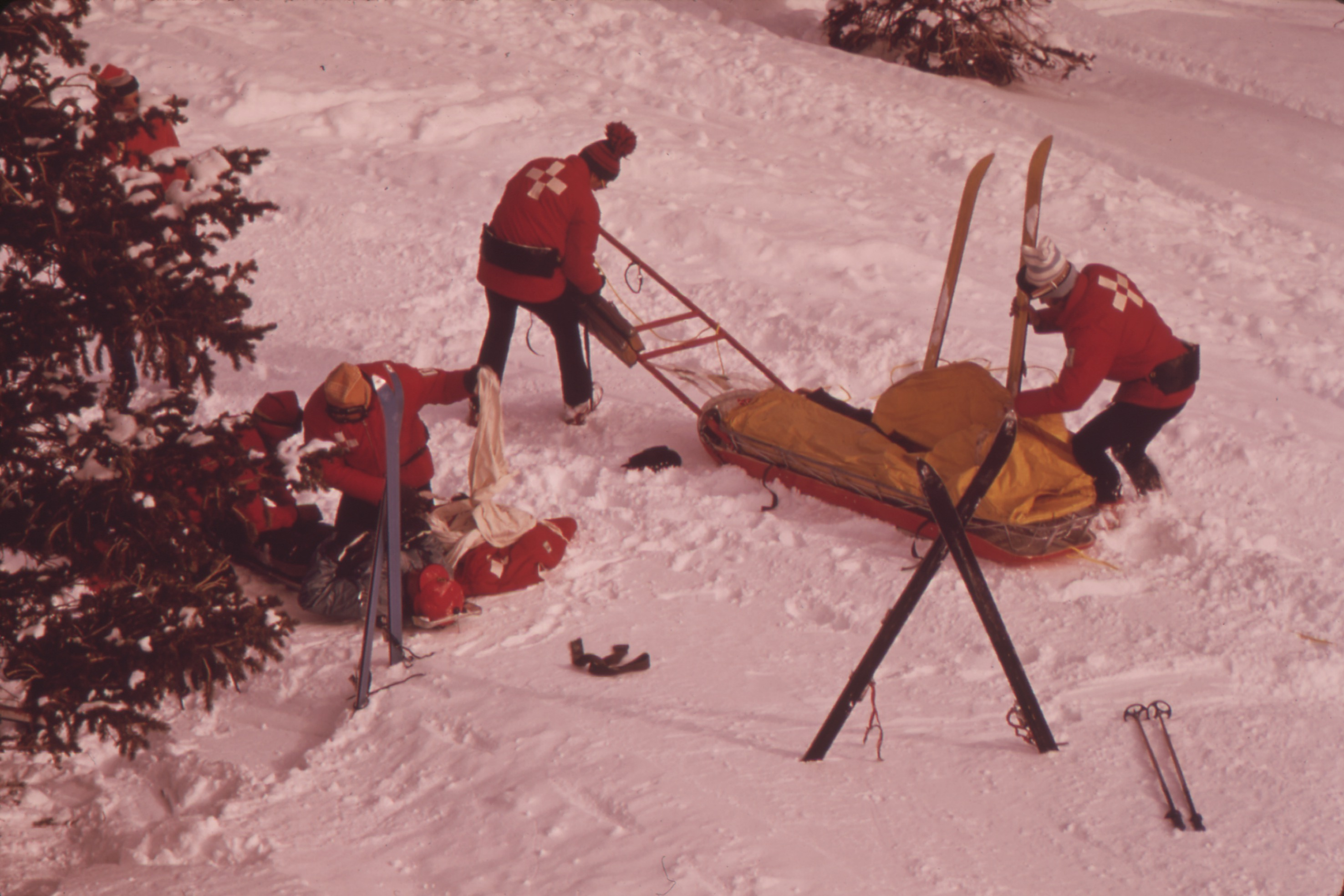
Des patrouilleurs de ski venant en aide à un skieur blessé.

Tous les patrouilleurs membres de la PCS doivent participer à la formation initiale ou à la recertification annuelle en premiers soins avancés, incluant la réanimation cardio-respiratoire (RCR), l'utilisation d'un défibrillateur externe automatisé (DEA) et l'administration d'oxygène médical,,.
La formation initiale est d'une durée minimale de soixante heures, tandis que les recertifications annuelles sont d'une durée minimale de seize heures,,.

### Opérations sur neige
La formation sur neige inclut notamment le maniement du toboggan avec et sans patient, la gestion d'une scène d'accident, ainsi que l'évacuation d'une remontée mécanique aérienne, même si ce type d'intervention est plutôt rare,,,. Dans certains centres de ski de l'est et dans tous les centres de ski de l'ouest, une formation sur les avalanches, incluant une portion théorique ainsi qu'une autre portion pratique, fait également partie de l'enseignement opérationnel.

## Services

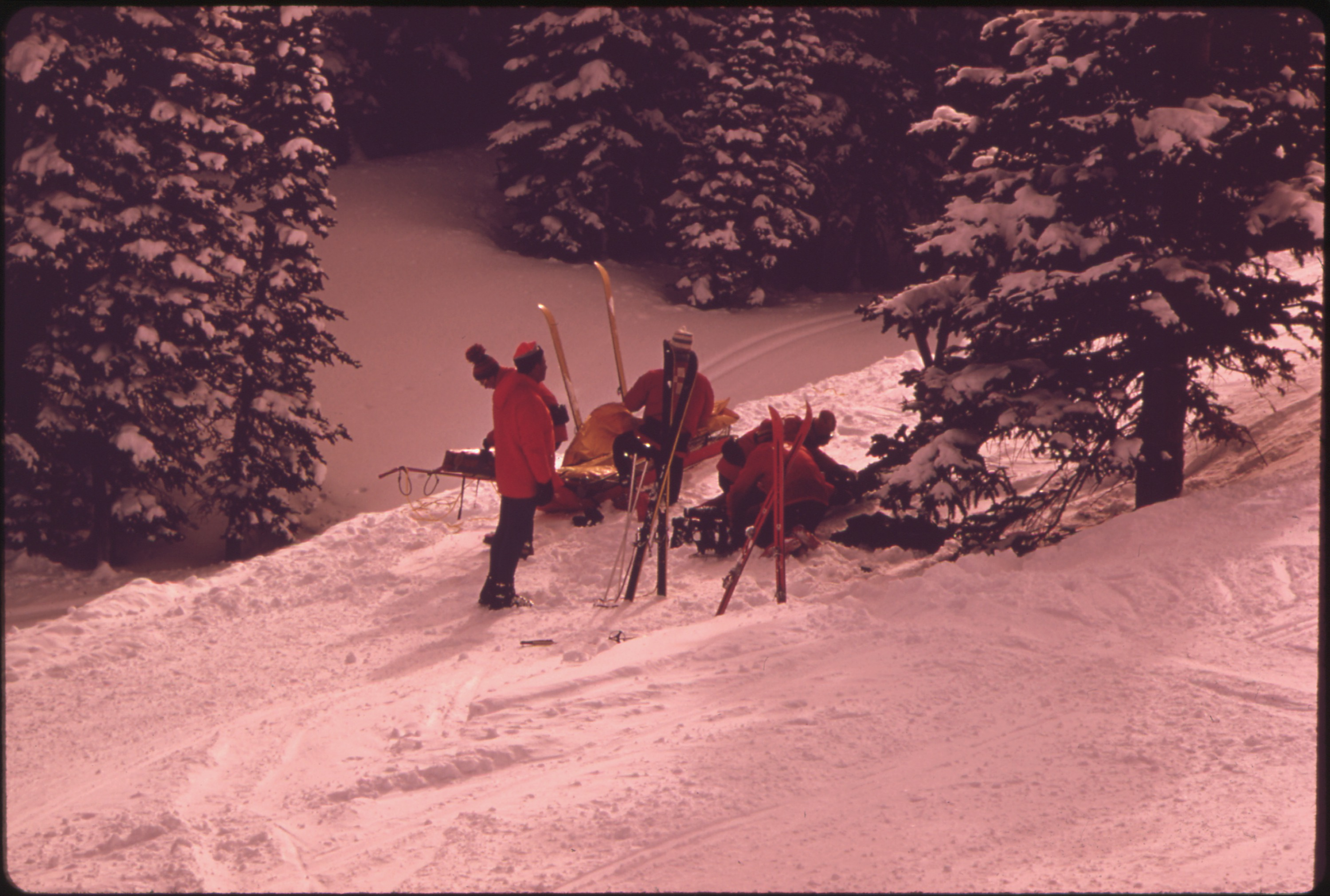
Des patrouilleurs de ski portant assistance à un skieur blessé.

La PCS est responsable pour la prestation de services de prévention, d'évacuation et de premiers soins avancés dans de multiples centres de ski canadiens,. Certains les décrivent comme « l’équivalent d’une caserne de pompiers dans chacune des stations avec des premiers répondants ».
Lors d'interventions, ils travaillent souvent de concert avec les ambulanciers pour le transport des patients nécessitant une évaluation clinique plus poussée et des soins plus avancés en centre hospitalier.